# 그로타미나르다
그로타미나르다(이탈리아어: Grottaminarda)는 이탈리아 캄파니아주 아벨리노도의 코무네다.